# 粂原圭太郎
粂原 圭太郎（くめはら けいたろう、1991年6月13日 - ）は日本の実業家、作家、教育家、競技かるた選手。群馬県安中市観光大使。

## 経歴
群馬県安中市出身。
群馬県立中央中等教育学校卒業後、京都大学経済学部経済経営学科へ進学。専攻はマーケティング。2015年 大学卒業。京都大学大学院法学研究科法曹養成専攻（法科大学院）へ進学。大学在学中の2014年に日本テレビ系列「最強の頭脳 日本一決定戦! 頭脳王」に出演。以降3年連続で出演。
競技かるたを始めたのは小学校5年生の頃。きっかけは小学校3年生の頃に学校の宿題で自由勉強ノートなるものがあり、実家にあった「漫画百人一首」をまとめたこと。そのとき初めて百人一首に触れた。当時は野球（エースで4番）とテニスもやっており、テニスは関東大会に出場する程の腕前だったが、二つを差し置いて、かるたにのめり込むようになった。
2016年に株式会社iMotivationsを設立。学習塾「粂原学園」代表として教育業を営む傍ら、企業のコンサルティングなども務める。
2020年にオンライン個別指導塾「となりにコーチ」を運営開始。

## 著書
- 学校では絶対教えてもらえない受験勉強法　〜こうして僕は、京大にトップ合格した〜（2014年、YELL books）
- 京大首席合格者が教える「やる気」と「集中力」が出る勉強法（2016年、二見書房）
- 超合格脳が手に入る究極の勉強法（2017年、カクワークス社）
- 頭の中を無限ループする“あの曲”を一瞬で消し去るすごい集中法（2017年、飛鳥新社）
- 偏差値95、京大首席合格者が教える「京大読書術」 仕事にも勉強にも必須な 「理解力」と「連想力」が劇的に身につく（2019年、角川書店）
- 京大首席合格者が教える　第一志望に受かる勉強法（2019年、二見書房）
- 偏差値95の勉強法 頭のいい人が知っている「学びを自動化する技術」（2020年、ダイヤモンド社）
- くめはら先生と学ぶ 中学国語のきほん 50レッスン (2023年、シグマベスト)
- 科学的アプローチで勉強がとまらなくなる ストレスフリー勉強法(2023年、ダイヤモンド社）

## 競技かるた選手としての活動
小学校5年生で競技かるたを始める。
2005年に中学2年生でA級選手としてデビューすると、2007年に第8回上杉杯争奪全国かるた競技大会でA級初優勝を飾る。
2009年には第33回全国高等学校総合文化祭小倉百人一首部門で、主将として群馬県代表チームを初優勝に導く。
京都大学入学後の2012年には、第19回全国競技かるた大学選手権団体の部で、京都大学の初優勝に貢献、同年の第98回職域学生かるた大会A級の部でも京都大学を初優勝に導く。
2013年から2014年にかけて第83回、84回、85回全国かるた競技学生選手権大会A級の部で3連覇を達成。
2017年と2018年には第64期及び第65期名人位決定戦挑戦者に決定。
2019年1月に行われた第65期名人位決定戦で初の名人位を獲得。
2020年1月、大津市の近江神宮で行われた第66期名人位決定戦で初防衛を果たしている。
また、2021年１月に行われた第67期名人戦で２年連続の防衛、３連覇を果たす。